# Daniel Moreno
Daniel Moreno Fernandez (ur. 5 września 1981 w Madrycie) – hiszpański kolarz szosowy, zawodnik profesjonalnej drużyny EF Education First–Drapac.
Do zawodowego peletonu należy od 2005 roku, kiedy to zadebiutował w barwach hiszpańskiej drużyny Relax-Gam. W sierpniu 2009 roku zajął drugie miejsce w klasyfikacji generalnej Tour de Pologne, a dwa lata później wygrał etap w Vuelta a España. W 2013 roku wygrał dwa etapy Vuelta a España i prestiżowy wyścig World Tour La Flèche Wallonne, co jest jego największym dotychczasowym sukcesem. Wcześniej okazał się najlepszy w wyścigu wieloetapowym Escalada a Montjuic w 2006 roku. Po drodze zwyciężył również dwa etapy tego wyścigu. Pierwszym jego sukcesem było wygranie etapu Clásica de Alcobendas rok wcześniej. W 2008 roku był najszybszy na etapie Euskal Bizikleta.

## Najważniejsze osiągnięcia
2006
- 1. miejsce na 3. etapie Volta ao Alentejo
- 1. miejsce na 3. etapie Clásica de Alcobendas

2007
- 1. miejsce w Escalada a Montjuic
  - 1. miejsce na 4. i 5. etapie

2008
- 1. miejsce na 1. etapie Euskal Bizikleta

2009
- 1. miejsce na 4. etapie Vuelta Chihuahua Internacional
- 2. miejsce w Japan Cup
- 2. miejsce w Giro del Piemonte
- 2. miejsce w Tour de Pologne

2011
- 2. miejsce w Vuelta a Burgos
  - 1. miejsce na 4. etapie
- 1. miejsce na 4. etapie Vuelta a España
- 2. miejsce w Prueba Villafranca de Ordizia
- 1. miejsce w Giro del Piemonte

2012
- 1. miejsce na 4. etapie Vuelta a Andalucía
- 1. miejsce w Grand Prix Miguel Indurain
- 1. miejsce na 2. i 7. etapie Critérium du Dauphiné
- 1. miejsce w Vuelta a Burgos
  - 1. miejsce na 1. i 2. etapie
- 5. miejsce w Vuelta a España

2013
- 1. miejsce w La Flèche Wallonne
- 3. miejsce w Critérium du Dauphiné
- 3. miejsce w Mediolan-Turyn
- 6. miejsce w Giro di Lombardia
- 10. miejsce w Vuelta a España
  - 1. miejsce na 4. i 9. etapie
  - koszulka lidera przez 1 etap (10.)

2014
- 8. miejsce w Tirreno-Adriático
- 9. miejsce w Amstel Gold Race
- 9. miejsce w La Flèche Wallonne
- 9. miejsce w Liège-Bastogne-Liège
- 2. miejsce w Vuelta a Burgos
- 3. miejsce w Mediolan-Turyn

2015
- 5. miejsce w La Flèche Wallonne
- 10. miejsce w Liège-Bastogne-Liège
- 4. miejsce w Clásica de San Sebastián
- 9. miejsce w Vuelta a España
- 2. miejsce w Giro di Lombardia

2016
- 8. miejsce w Vuelta a España
- 3. miejsce w mistrzostwach Europy (start wspólny)

## Starty w Wielkich Tourach
| Grand Tour | 2006 | 2007 | 2008 | 2009 | 2010 | 2011 | 2012 | 2013 | 2014 | 2015 | 2016 | 2017 |
| ---------- | ---- | ---- | ---- | ---- | ---- | ---- | ---- | ---- | ---- | ---- | ---- | ---- |
| Giro       | -    | -    | -    | -    | 26.  | 29.  | 20.  | -    | 41.  | -    | -    | -    |
| Tour       | -    | -    | -    | -    | 21.  | -    | -    | 17.  | -    | -    | 31.  | -    |
| Vuelta     | 36.  | 12.  | 12.  | 11.  | -    | 9.   | 5.   | 10.  | 11.  | 9.   | 8.   | 18.  |